# Красная книга Республики Тыва
Красная книга Республики Тыва — официальный документ, содержащий свод сведений о состоянии, распространении и мерах охраны редких и находящихся под угрозой исчезновения видов (подвидов, популяций) диких животных, дикорастущих растений и грибов, обитающих (произрастающих) на территории Республики Тыва.

## Издания
| Коллектив авторов (2-е изд.) |
| --- |
| - Анкипович Е. С. - Анькова Т. В. - Аракчаа Л. К. (член ред. колл.) - Артемов И. А. - Арчимаева Т. П. - Бакалин В. А. (науч. ред.) - Баранов А. А. - Горбунова И. А. (науч. ред.) - Гундризер А. Н. - Доржу Ч. М. (член ред. колл.) - Доронькин В. М. - Дубатолов В. В. - Дубровский Н. Г. - Жигалин А. В. - Жирова О. С. - Забелин В. И. (член ред. колл.) - Заика В. В. (науч. ред.) - Золотаренко Г. С. - Зыкова Е. Ю. - Канзай В. И. - Карташов Н. Д. - Карякин И. В. - Клещева Е. А. - Королюк Е. А. - Коршунов Ю. П. - Костерин О. Э. - Котиранта Х. (науч. ред.) - Красников А. А. - Куксин А. Н. - Куксина Д. К. (науч. ред.) - Лайдып А. М. - Ломоносова М. Н. - Лощев С. М. - Молокова Н. И. - Мордкович В. Г. - Намзалов Б. Б. - Ондар С. О. (отв. ред.) - Писаренко О. Ю. (науч. ред.) - Попков В. К. (науч. ред.) - Прийдак Н. В. - Путинцев Н. И. (науч. ред.) - Саая А. Т. - Савельев А. П. (науч. ред.) - Самдан А. М. - Сарбаа Д. Д. - Севелей Ш. С. (член ред. колл.) - Седельникова Н. В. (науч. ред.) - Сергеев М. Г. - Смирнов М. Н. - Суров А. В. - Халбы М. О. - Хританков А. М. - Чаш У-М. Г. - Чернышев С. Э. - Шанмак Р. Б. - Шарый-оол М. О. (науч. ред.) - Шауло Д. Н. (отв. ред.) - Шауло Н. Д. - Шеметова Т. А. - Ширяев А. Г. (науч. ред.) - Шмаков А. И. (науч. ред.) - Шурыгин В. В. - Эрс А. С. |

Первое издание выпущено в двух книгах.
В 1999 году вышла книга с объектами растительного мира, перечень которых включает 126 видов, в том числе 100 — цветковых растений, 4 — папоротниковых, 5 — моховидных, 9 — лишайников и 8 — грибов.
В 2002 году вышла книга с объектами животного мира, список которых включает 112 видов, в том числе 1 — губок, 30 — насекомых, 6 — рыб, 4 — пресмыкающихся, 50 — птиц и 21 — млекопитающих.
Второе издание вышло в 2018 году в одном томе: перечень животных увеличился до 132, растений и грибов — до 174. В 2019 году напечатан дополнительный тираж второго издания.

## Категории
Категории статуса редкости определяются по следующей шкале:
| Животные |  | Растения и грибы |
| --- |  | --- |
| - 0 (RE) — исчезнувшие в регионе - 1 (CR) — находящиеся под угрозой исчезновения - 2 (VU) — уязвимые - 3 (NT) — редкие виды (близкие к угрозе вымирания) - 3 (LC) — редкие (вызывающие наименьшее опасение) - 4 (DD) — неопределенного статуса - 5 — восстанавливаемые и восстанавливающиеся |  | - 0 (Ex) — по-видимому, исчезнувшие - 1 (Е) — подвергающиеся прямой опасности исчезновения - 2 (V) — уязвимые - 3 (R) — редкие - 4 (In) — с неопределенным статусом |

## Список видов
Дополнительно указана категория статуса редкости вида (подвида).

### Животные
- Murina hilqendorfi — Сибирский трубконос 3(NT)
- Myotis dasycneme — Прудовая ночница 3(NT)
- Myotis frater — Длиннохвостая ночница 4(DD)
- Myotis davidii — Степная ночница 4(DD)
- Plecotus ognevi — Ушан Огнева 3(LC)
- Nyctalus noctula — Рыжая вечерница 4(DD)
- Vespertilio murinus — Двуцветный кожан 3(NT)
- Eptesicus gobiensis — Кожанок гобийский 4(DD)
- Marmota baibacina — Серый сурок, или алтайский сурок 2(VU)
- Marmota sibirica — Тарбаган 3(LC)
- Castor fiber tuvinicus — Тувинский бобр 1(CR)
- Castor fiber birulai — Центральноазиатский бобр 3(NT)
- Cardiocranius paradoxus — Пятипалый карликовый тушканчик 1(CR)
- Dipus dagitta — Мохоногий тушканчик 3(LC)
- Phodopus roborovskii — Хомячок Роборовского 3(LC)
- Allocricetulus curtatus — Монгольский хомячок 3(NT)
- Alticola barakshin — Гобийская скальная полевка 3(LC)
- Lagurus lagurus — Степная пеструшка 3(LC)
- Cuon alpinus — Красный волк 4(DD)
- Martes foina — Каменная куница 4(DD)
- Vormela peregusna — Перевязка 3(NT)
- Lutra lutra — Выдра 3(LC)
- Uncia uncia — Ирбис, или снежный барс 1(CR)
- Otocolobus manul — Манул 3(LC)
- Rangifer tarandus sibiricus — Лесной северный олень 3(LC)
- Ovis ammon ammon — Архар, или алтайский горный баран 1(CR)

- Pelecanus crispus — Кудрявый пеликан 1(CR)
- Casmerodius albus — Большая белая цапля 3(LC)
- Platalea leucorodia — Колпица 2(VU)
- Ciconia nigra — Чёрный аист 3(LC)
- Anser fabalis middendorffii — Таёжный гуменник 2(VU)
- Anser indicus — Горный гусь 3(NT)
- Cygnopsis cygnoides — Сухонос 1(CR)
- Cygnus cygnus — Лебедь-кликун 2(VU)
- Cygnus bewickii — Малый лебедь 3(NT)
- Tadorna tadorna — Пеганка 3(LC)
- Oxyura leucocephala — Савка 1(CR)
- Pandion haliaetus — Скопа 3(LC)
- Pernis ptilorhynchus — Хохлатый осоед 4(DD)
- Circus macrourus — Степной лунь 2(VU)
- Aquila nipalensis — Степной орёл 3(LC)
- Aquila clanga — Большой подорлик 3(LC)
- Aquila heliaca — Могильник 3(NT)
- Aquila chrysaetos — Беркут 3(NT)
- Haliaeetus leucoryphus — Орлан-долгохвост 1(CR)
- Haliaeetus albicilla — Орлан-белохвост 3(NT)
- Gypaetus barbatus — Бородач 3(LC)
- Aegypius monachus — Чёрный гриф 3(LC)
- Falco rusticolus — Кречет 1(CR)
- Falco cherrug — Балобан 2(VU)
- Falco peregrinus — Сапсан 2(VU)
- Falco naumanni — Степная пустельга 2(VU)
- Falco vespertinus — Кобчик 3(NT)
- Tetraogallus altaicus — Алтайский улар 3(NT)
- Alectoris chukar dzungarica — Джунгарский кеклик 2(VU)
- Coturnix coturnix — Перепел 3(LC)
- Grus grus — Серый журавль 3(LC)
- Anthropoides virgo — Красавка 3(LC)
- Crex crex — Коростель 3(NT)
- Otis tarda dybowskii — Дрофа (восточносибирский подвид) 1(CR)
- Chlamydotis macqueenii — Дрофа-красотка 1(CR)
- Charadrius leschenaultii — Толстоклювый зуёк 3(LC)
- Charadrius veredus — Восточный зуёк 2(VU)
- Eudromias morinellus — Хрустан 2(VU)
- Himantopus himantopus — Ходулочник 2(VU)
- Recurvirostra avosetta — Шилоклювка 3(LC)
- Gallinago solitaria — Горный дупель 3(LC)
- Numenius arquata — Большой кроншнеп 3(LC)
- Limosa limosa — Большой веретенник 3(NT)
- Limnodromus semipalmatus — Азиатский бекасовидный веретенник 4(DD)
- Larus ichthyaetus — Черноголовый хохотун 5
- Hydroprogne caspia — Чеграва 3(LC)
- Larus relictus — Реликтовая чайка 3(LC)
- Sterna albifrons — Малая крачка 3(LC)
- Bubo bubo — Филин 2(VU)
- Hirundapus caudacutus — Иглохвостый стриж 3(NT)
- Alcedo atthis — Обыкновенный зимородок 3(NT)
- Melanocorypha mongolica — Монгольский жаворонок 3(LC)
- Remiz coronatus — Венценосный ремез 2(VU)
- Saxicola insignis — Большой чекан 1(CR)
- Emberiza aureola — Дубровник 2(VU)

- Eremias przewalskii — Ящурка Пржевальского 3(LC)
- Natrix natrix — Обыкновенный уж 1(NT)

- Acipenser ruthenus — Стерлядь 3(LC)
- Hucho taimen — Таймень 2(VU)
- Coregonus tugun — Тугун 3(NT)
- Coregonus lavaretus sajanensis — Саянский озерный высокотелый сиг 3(LC)
- Thymallus arcticus dentatus — Зубастый сибирский озерный хариус 1(CR)
- Thymallus arcticus sajanensis — Саянский озерный хариус 2(VU)

- Ophiogomphus spinicornis — Шипорогий дедка 3(LC)
- Eulithoxenus mongolicus — Монгольский кузнечик 3(NT)
- Bienkoxenus beybienkoi — Кузнечик Бей-биенко 3(NT)
- Carabus glyptopterus — Карабус глиптоптерус 3(NT)
- Carabus vladimirskyi — Карабус Владимирского 3(NT)
- Negastrius simplicipunctatus — Просто пунктированный щелкун 3(NT)
- Negastrius graniger — Зернистый щелкун 3(NT)
- Athous rufiventris — Краснобрюхий щелкун 3(NT)
- Meloe erythrocnema — Красноногая майка 3(NT)
- Megatrachelus sibirica — Сибирский мегатрахелюс 3(NT)
- Stenoria fasciata — Полосатая стенория 3(NT)
- Epitrichia knori — Эпитрихия кнора 3(NT)
- Belopus tuvensis — Тувинский белёпус 3(NT)
- Asias tuvensis — Тувинский усач 3(NT)
- Chlorophorus obliteratus — Перечёркнутый хлорофорус 3(NT)
- Myrrha octodecimguttata — Восемнадцатипятнистая мирра 3(NT)
- Hyles hippophaes — Облепиховый бражник 3(NT)
- Eudia pavonia — Малый ночной павлиный глаз 3(NT)
- Dodia diaphana — Прозрачнокрылая медведица 3(NT)
- Platarctia atropurpurea — Украшенная медведица 3(NT)
- Pallarctia mongolica — Монгольская медведица 3(NT)
- Sibirarctia buraetica — Бурятская медведица 3(NT)
- Grammia quenseli — Медведица Квензеля 3(NT)
- Drasteha mongoliensis — Монгольская совка алеуканитис 3(NT)
- Parnassius apollo alpherakyi — Аполлон алфераки 3(LC)
- Sachaia tenedius — Аполлон тенедий 3(NT)
- Melitaeadi dymoides — Восточная шашечница 3(LC)
- Hyponephele huebneh — Бархатница Хюбнера 3(LC)
- Erebia erynnin — Чернушка Эриннин 3(NT)
- Oeneis elwesi — Энеис Эльвеса 4(DD)
- Neolycaena davidi — Голубянка Давида 3(NT)

- Succinea gladiator — Янтарка-гладиатор 3(NT)
- Pupilla alluvionica — Аллювиальная улитка 3(NT)
- Pupilla loessica — Лёссовая улитка 2(VU)
- Pupilla striopolita — Полосатополированная улитка 3(NT)
- Vertigo genesii — Родовая улитка 2(VU)
- Vertigo lilljeborgi — Улитка Лильеборга 2(VU)
- Vertigo parcedentata — Редкозубчатая улитка 1(CR)
- Odhneripisidium popovae — Горошинка Поповой 3(NT)
- Odhneripisidium tuvaense — Тувинская горошинка 3(NT)
- Odhneripisidium terekholicum — Терехольская горошинка 3(NT)
- Euglesa zugmayeri — Тибетская горошинка 4(DD)

- Baikalospongia dzhegatajensis — Байкалоспонгия чагытайская 4(DD)

### Растения и грибы
- Allium altaicum — Лук алтайский 3(R)
- Allium bellulum — Лук красивенький 3(R)
- Allium pumilum — Лук низкий 3(R)
- Allium tuvinicum — Лук тувинский 3(R)
- Bupleurum martjanovii — Володушка Мартьянова 3(R)
- Stenocoelium athamanthoides — Узколожбинник атамантовидный 3(R)
- Acorus calamus — Аир, или ирный корень 3(R)
- Artemisia xerophytica — Полынь суховатая 3(R)
- Asterothamnus heteropappoides — Астеротамнус разнохохолковый 3(R)
- Asterothamnus poliifolius — Астеротамнус дубровниколистный 3(R)
- Cancrinia krasnoborovii — Канкриния Красноборова 3(R)
- Dendranthema sinuatum — Дендрантема выемчатолистная 3(R)
- Saussurea ceterachifolia — Соссюрея скребницелистная 4(In)
- Saussurea krasnoborovii — Соссюрея Красноборова 2(V)
- Saussurea glacialis — Соссюрея ледниковая 3(R)
- Saussurea orgaadayi — Соссюрея оргаадай 2(V)
- Taraxacum krylovii — Одуванчик Крылова 3(R)
- Taraxacum sangilense — Одуванчик сангиленский 3(R)
- Taraxacum tuvense — Одуванчик тувинский 3(R)
- Anoplocaryum turczaninovii — Бесшипник Турчанинова 2(V)
- Brunnera sibirica — Бруннера сибирская 3(R)
- Craniospermum tuvinicum — Черепоплодник тувинский 3(R)
- Eritrichium tuvinense — Незабудочник тувинский 2(V)
- Aphragmus involucratus — Одногнездка обернутая 2(V)
- Cardamine trifida — Сердечник трехнадрезанный 2(V)
- Goldbachia ikonnikovii — Гольдбахия Иконникова 3(R)
- Microstigma deflexum — Микростигма отогнутая 2(V)
- Pugionium pterocarpum — Кинжальник крылатоплодный 2(V)
- Stevenia canescens — Стевения седая 2(V)
- Stevenia sergievskajae — Стевения Сергиевской 2(V)
- Taphrospermum altaicum — Ямкосемянник алтайский 3(R)
- Chenopodium frutescens — Марь кустарничковая 3(R)
- Halocnemum strobilaceum — Сарсазан шишковатый 3(R)
- Salsola abrotanoides — Солянка полынеподобная 3(R)
- Hylotelephium populifolium — Очиток тополелистный 2(V)
- Carex krausei — Осока Краузе 1(E)
- Carex williamsii — Осока Вильямса 3(R)
- Euphorbia potaninii — Молочай Потанина 2(V)
- Astragalus politovii — Астрагал Политова 2(V)
- Astragalus polozhiae — Астрагал Положий 3(R)
- Astragalus puberulus — Астрагал пушистый 3(R)
- Astragalus teskhemicus — Астрагал тес-хемский 2(V)
- Astragalus tuvinicus — Астрагал тувинский 3(R)
- Gueldenstaedtia monophylla — Гюльденштедтия однолистная 2(V)
- Hedysarum chaiyrakanicum — Копеечник хайыраканский 2(V)
- Oxytropis acanthacea — Остролодочник колючий 3(R)
- Oxytropis alpestris — Остролодочник приальпийский 3(R)
- Oxytropis ammophila — Остролодочник песколюбивый 2(V)
- Oxytropis ampullata — Остролодочник пузырчатоплодный 3(R)
- Oxytropis borissoviae — Остролодочник Борисовой 3(R)
- Oxytropis includens — Остролодочник заключающий 3(R)
- Oxytropis lanuginosa — Остролодочник войлочный 3(R)
- Oxytropis martjanovii — Остролодочник Мартьянова 3(R)
- Oxytropis mongolica — Остролодочник монгольский 3(R)
- Oxytropis muricata — Остролодочник железисто-шершавый 2(V)
- Oxytropis physocarpa — Остролодочник вздутоплодный 3(R)
- Oxytropis squamulosa — Остролодочник чешуйчатый 3(R)
- Oxytropis trichophysa — Остролодочник пушистопузырчатый 3(R)
- Oxytropis tschujae — Остролодочник чуйский 3(R)
- Frankenia tuvinica — Франкения тувинская 3(R)
- Swertia komarovii — Сверция Комарова 2(V)
- Cryptobasis loczyi — Криптобазис Лоча 2(V)
- Iris psammocola — Ирис пескообитающий 2(V)
- Iris tigridia — Ирис тигровый 2(V)
- Lagochilus ilicifolius — Зайцегуб падуболистный 3(R)
- Phlomis tuvinica — Зопник тувинский 1(E)
- Scutellaria mongolica — Шлемник монгольский 3(R)
- Erythronium sibiricum — Кандык сибирский 3(R)
- Fritillaria dagana — Рябчик Дагана 3(R)
- Gagea altaica — Гусиный лук алтайский 2(V)
- Lilium pumilum — Лилия карликовая 2(V)
- Limonium aureum — Кермек золотой 3(R)
- Limonium congestum — Кермек скученный 4(In)
- Nuphar pumila — Кубышка малая 3(R)
- Nymphaea candida — Кувшинка чисто-белая 3(R)
- Nymphaea tetragona — Кувшинка малая 3(R)
- Cypripedium calceolus — Венерин башмачок настоящий 3(R)
- Cypripedium macranthon — Венерин башмачок крупноцветковый 2(V)
- Cypripedium ventricosum — Венерин башмачок вздутоцветковый 2(V)
- Dactylorhiza baltica — Пальчатокоренник балтийский 2(V)
- Epipogium aphyllum — Надбородник безлистный 3(R)
- Neottianthe cucullata — Неоттианте клобучковая 3(R)
- Orchis militaris — Ятрышник шлемоносный 3(R)
- Mannagettaea hummelii — Маннагеттея Гуммеля 2(V)
- Papaver kuvajevii — Мак Куваева 2(V)
- Phlox sibirica — Флокс сибирский 3(R)
- Festuca extremiorientalis — Овсяница дальневосточная 3(R)
- Helictotrichon sangilense — Овсец сангиленский 3(R)
- Melica turczaninowiana — Перловник Турчанинова 2(V)
- Stipa barchanica — Ковыль барханный 2(V)
- Stipa consanguinea — Ковыль родственный 4(In)
- Stipa pennata — Ковыль перистый 2(V)
- Stipa zalesskii — Ковыль Залесского 2(V)
- Rheum altaicum — Ревень алтайский 3(R)
- Aconitum biflorum — Борец двухцветковый 3(R)
- Aconitum decipiens — Борец ненайденный 3(R)
- Aconitum krasnoboroffii — Борец Красноборова 2(V)
- Aconitum pascoi — Борец Паско 3(R)
- Aconitum sajanense — Борец саянский 2(V)
- Aquilegia synakensis — Водосбор сынакский 2(V)
- Delphinium barlykense — Живокость барлыкская 3(R)
- Ranunculus tuvinicus — Лютик тувинский 2(V)
- Cotoneaster mongolicus — Кизильник монгольский 2(V)
- Potentilla astragalifolia — Лапчатка астрагалолистная 3(R)
- Potentilla gracillima — Лапчатка тончайшая 3(R)
- Potentilla tuvinica — Лапчатка тувинская 3(R)
- Chrysosplenium filipes — Селезеночник тонкий 3(R)
- Scrophularia umbrosa — Норичник тенистый 2(V)
- Veronica krasnoborovii — Вероника Красноборова 1(E)
- Veronica reverdattoi — Вероника Ревердатто 2(V)
- Veronica sajanensis — Вероника саянская 3(R)
- Viola dactyloides — Фиалка пальчатая 3(R)
- Viola incisa — Фиалка надрезанная 1(E)
- Viola patrinii — Фиалка Патрэна 3(R)

- Asplenium altajense — Костенец алтайский 1(E)
- Asplenium septentrionale — Костенец северный 2(V)
- Dryopteris filix-mas — Щитовник мужской 3(R)
- Ophioglossum vulgatum — Ужовник обыкновенный 3(R)

- Isotes setacea — Полушник щетинистый 1(E)

- Ochyraea alpestris — Охырая приальпийская 3(R)
- Aulacomnium acuminatum — Аулакомниум заостренный 3(R)
- Encalypta longicollis — Энкалипта длинноносиковая 3(R)
- Indusiella thianschanica — Индузиелла тяньшанская 3(R)
- Amblyodon dealbatus — Амблиодон беловатый 3(R)
- Crossidium squamigerum — Кроссидиум чешуйчатый 3(R)
- Cinclidotus riparius — Цинклидотус береговой 3(R)
- Physcomitrium sphaericum — Фискомитриум шаровидный 4(In)
- Crossocalyx hellerianus — Кроссокаликс Геллера 3(R)
- Arnellia fennica — Арнеллия финская 3(R)
- Frullania inflata — Фруллания вздутая 3(R)
- Harpanthus scutatus — Гарпантус щитовидный 3(R)
- Cololejeunea subkadomae — Кололеженея почти-Кодами 3(R)
- Lophozia ascendens — Лофозия восходящая 3(R)
- Scapania apiculata — Скапания заостренная 3(R)
- Scapania degenii — Скапания Дегена 3(R)
- Scapania umbrosa — Скапания теневая 3(R)

- Collema subflaccidum — Коллема увядающая 3(R)
- Collema subnigrescens — Коллема почти-черная 3(R)
- Leptogium burnetiae — Лептогиум Бурнета 3(R)
- Leptogium cyanescens — Лептогиум синеватый 3(R)
- Dendriscocaulon umhausense — Дендрискокаулон Умгаусена 3(R)
- Lobaria pulmonaria — Лобария легочная 3(R)
- Lobaria retigera — Лобария сетчатая 3(R)
- Lobaria scrobiculata — Лобария ямчатая 2(V)
- Pannaria conoplea — Паннария шерстистая 3(R)
- Bryoria fremontii — Бриория Фремонта 3(R)
- Cetraria steppae — Цетрария степная 2(V)
- Melanelia fuliginosa — Меланелия буро-черная 3(R)
- Nephromopsis komarovii — Нефромопсис Комарова 3(R)
- Tuckneraria laureri — Тукнерария Лаурера 3(R)
- Usnea longissima — Уснея длиннейшая 2(V)
- Ramalina sinensis — Рамалина китайская 3(R)
- Stereocaulon dactylophyllum — Стереокаулон пальчатолистный 2(V)
- Normandina pulchella — Нормандина красивенькая 3(R)

- Cordyceps militaris — Кордицепс военный 4(In)
- Calvatia gigantea — Головач гигантский 4(In)
- Chlamydopus meyenianus — Хламидопус Мейена 3(R)
- Leucoagaricus nympharum — Гриб зонтик девичий 3(R)
- Schizostoma laceratum — Шизостома разорванная 3(R)
- Pterula subulata — Птерула шиловидная 3(R)
- Boletus betulicola — Белый березовый гриб 4(In)
- Gastrosporium simplex — Гастроспориум обыкновенный 3(R)
- Lysurus gardneri — Лизурус Грандера 3(R)
- Lysurus periphragmoides — Лизурус круглоголовый 3(R)
- Clavariadelphus pistillaris — Клавариадельфус пестиковый 2(V)
- Clavariadelphus truncatus — Клавариадельфус усеченный 3(R)
- Ramaria flavescens — Рамария желтеющая 3(R)
- Laricifomes officinalis — Ларицифомес лекарственный, или лиственничная губка 3(R)
- Ganoderma lucidum — Ганодерма лакированная 2(V)
- Lenzites warnieri — Лензитес варнье 3(R)
- Piptoporus pseudobetulinus — Пиптопорус ложноберезовый 3(R)
- Polyporus rhizophilus — Полипорус корнелюбивый 2(V)
- Sparassis crispa — Спарассис курчавый 2(V)
- Polyozellus multiplex — Полиозелюс многоножковый 2(V)